# Leilão de virgindade

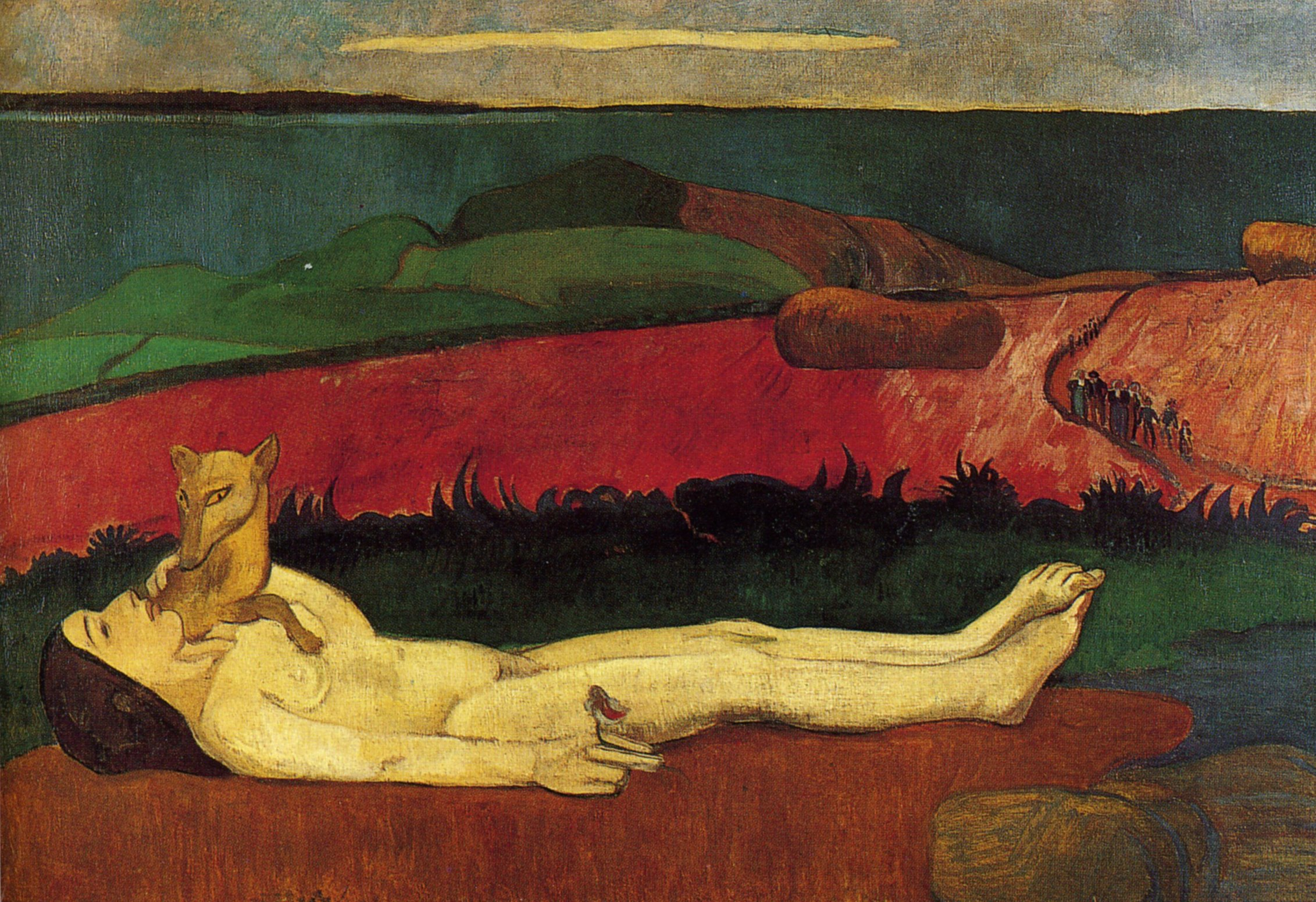
"A Perda da Virgindade" (1891), óleo sobre tela de Paul Gauguin.

O leilão de virgindade é uma prática que começou a se tornar recorrente a partir da primeira década do século XXI, especialmente com a criação e o desenvolvimento dos sites de leilões virtuais, que permitiram aos jovens publicar anúncios leiloando suas próprias virgindades. Embora as relações sexuais com pessoas conhecidas no mundo virtual sejam um fenômeno contemporâneo, os leilões de virgindade causaram polêmica, ainda que seus adeptos os legitimassem como uma tentativa de custear os próprios estudos universitários, o pagamento de dívidas e/ou tratamento médico para os pais.
Num dos casos mais notórios, o de Natalie Dylan, uma estadunidense então com 22 anos, houve lances de US$ 1,5 milhão vindos do Brasil, mas que logo foram superados e chegaram à casa dos US$ 3,8 milhões. Em 2005, a modelo peruana Graciela Yataco também leiloou sua virgindade, alegando que precisava do dinheiro para comprar remédios para os pais, quando chegou a receber lances de até US$ 1,5 milhão, mas acabou desistindo antes de finalizar o leilão. Outra modelo, desta vez a italiana Raffaella Fico, então com 20 anos e ex-participante do Big Brother Itália, pediu € 1,3 milhão por sua virgindade. No ano de 2012, uma estudante brasileira recebeu destaque na mídia após receber lances que chegam a R$ 130 mil por sua virgindade, então com 20 anos de idade. A respeito de um desses casos, Dennis Hof, dono do Moonlite Bunny Ranch, um notório bordel na cidade de Nevada, nos Estados Unidos, comentou:
| “ | "Acho uma tremenda ideia. Por que perder a virgindade para algum cara no banco de trás do carro quando você pode pagar pela sua educação? | ” |
|   | — Dennis Hof, dono do bordel Moonlite Bunny Ranch.                                                                                        |   |

Na ficção, uma das primeiras referências que podem ser apontadas é a do best-seller de Arthur Golden, intitulada "Memórias de uma Gueixa", no qual a virgindade de uma futura gueixa é posta em leilão por ela própria. O tema foi abordado ainda na telenovela "O Dono do Mundo" (1991-1992), de Gilberto Braga, quando encenou-se um leilão da virgindade da personagem Márcia Nogueira, interpretada por Malu Mader, fazendo com que o público reagisse negativamente. Ainda que os registros apontem para a iniciativa da própria pessoa, há ainda casos nos quais o leilão aparece de forma coerciva.